# World Series of Poker Europe
World Series of Poker Europe (WSOPE) é uma série de torneios de pôquer sendodisputados no continente europeu. O WSOPE é a primeira expansão do WSOP e teve início no ano de 2007.

## Vencedores do evento principal
| Ano  | Vencedor             | Mão Vencedora | Prêmio     | Participantes | Segundo Colocado    | Mão Derrotada |
| ---- | -------------------- | ------------- | ---------- | ------------- | ------------------- | ------------- |
| 2007 | Annette Obrestad     | 7♥ 7♠         | £1 000 000 | 362           | John Tabatabai      | 5♠ 6♦         |
| 2008 | John Juanda          | K♠ 6♣         | £868 800   | 362           | Stanislav Alekhin   | A♣ 9♠         |
| 2009 | Barry Shulman        | 10♣ 10♠       | £801 603   | 334           | Daniel Negreanu     | 4♠ 4♦         |
| 2010 | James Bord           | 10♦ 10♥       | £830 401   | 346           | Fabrizio Baldassari | 5♠ 5♥         |
| 2011 | Elio Fox             | A♦ 10♠        | €1 400 000 | 593           | Chris Moorman       | A♥ 7♠         |
| 2012 | Phil Hellmuth        | A♥ 10♦        | €1 058 403 | 420           | Sergii Baranov      | A♠ 4♣         |
| 2013 | Adrián Mateos        | A♠ K♣         | €1 000 000 | 375           | Fabrice Soulier     | 9♦ 8♦         |
| 2015 | Kevin MacPhee        | A♦ 4♦         | €883 000   | 313           | David Lopez         | K♥ K♣         |
| 2017 | Marti Roca de Torres | Q♥ 5♦         | €1 115 207 | 529           | Gianluca Speranza   | 10♠ 8♦        |
| 2018 | Jack Sinclair        | Q♥ 9♣         | €1 122 239 | 534           | Laszlo Bujtas       | J♦ 7♠         |
| 2019 | Alexandros Kolonias  | A♠ K♠         | €1 133 678 | 541           | Claas Segebrecht    | A♠ K♠         |
| 2021 | Josef Guláš          | A♦ 10♠        | €1 276 712 | 688           | Johan Guilbert      | 2♣ 2♥         |
| 2022 | Omar Eljach          | Q♠ Q♦         | €1 380 129 | 763           | Jonathan Pastore    | A♣ 8♦         |
| 2023 | Max Neugebauer       | J♠ 8♣         | €1 500 000 | 817           | Eric Tsai           | J♦ 9♦         |